# Spondylis buprestoides
Spondylis buprestoides là một loài bọ cánh cứng trong họ Cerambycidae.

## Hình ảnh

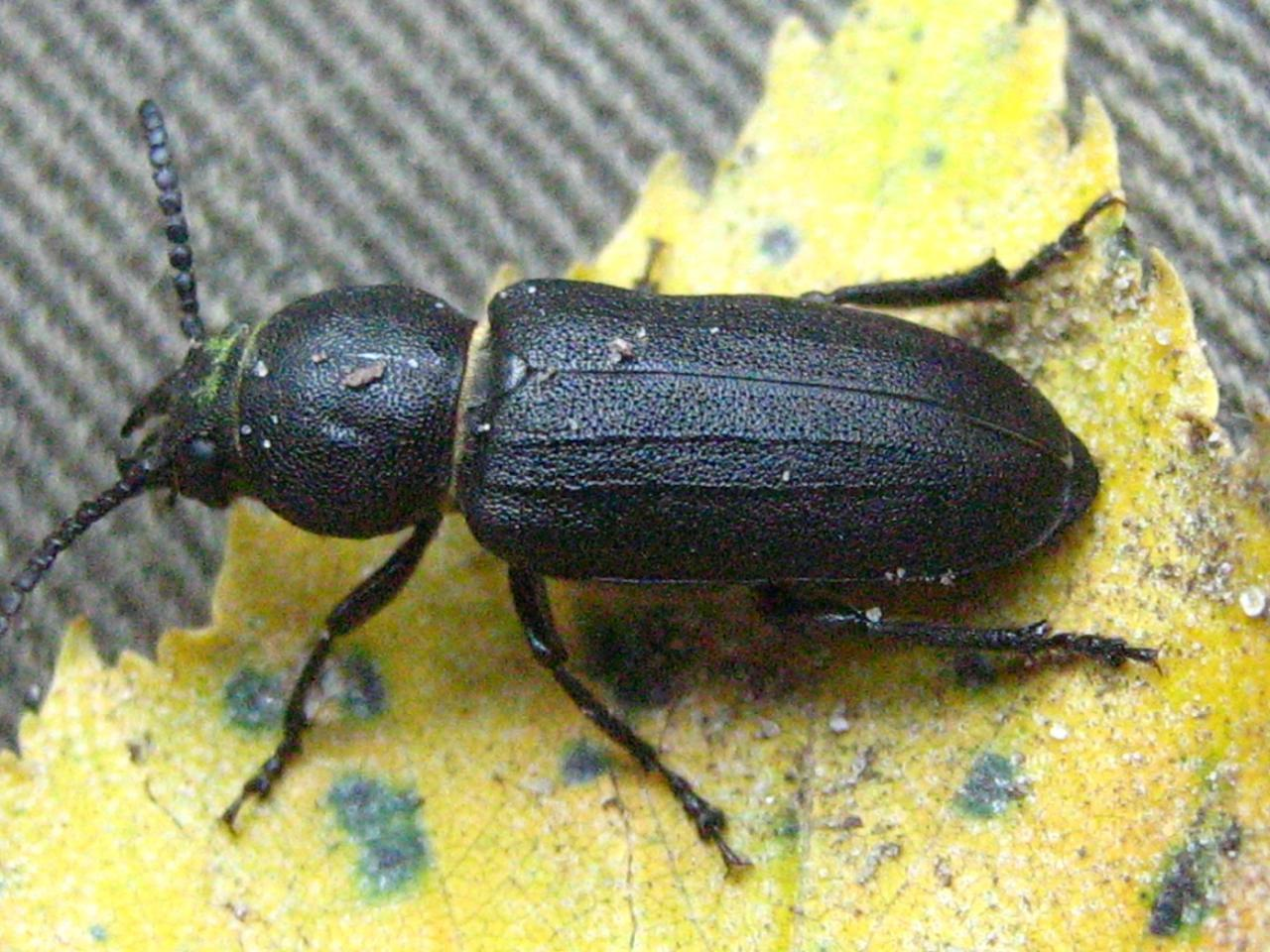
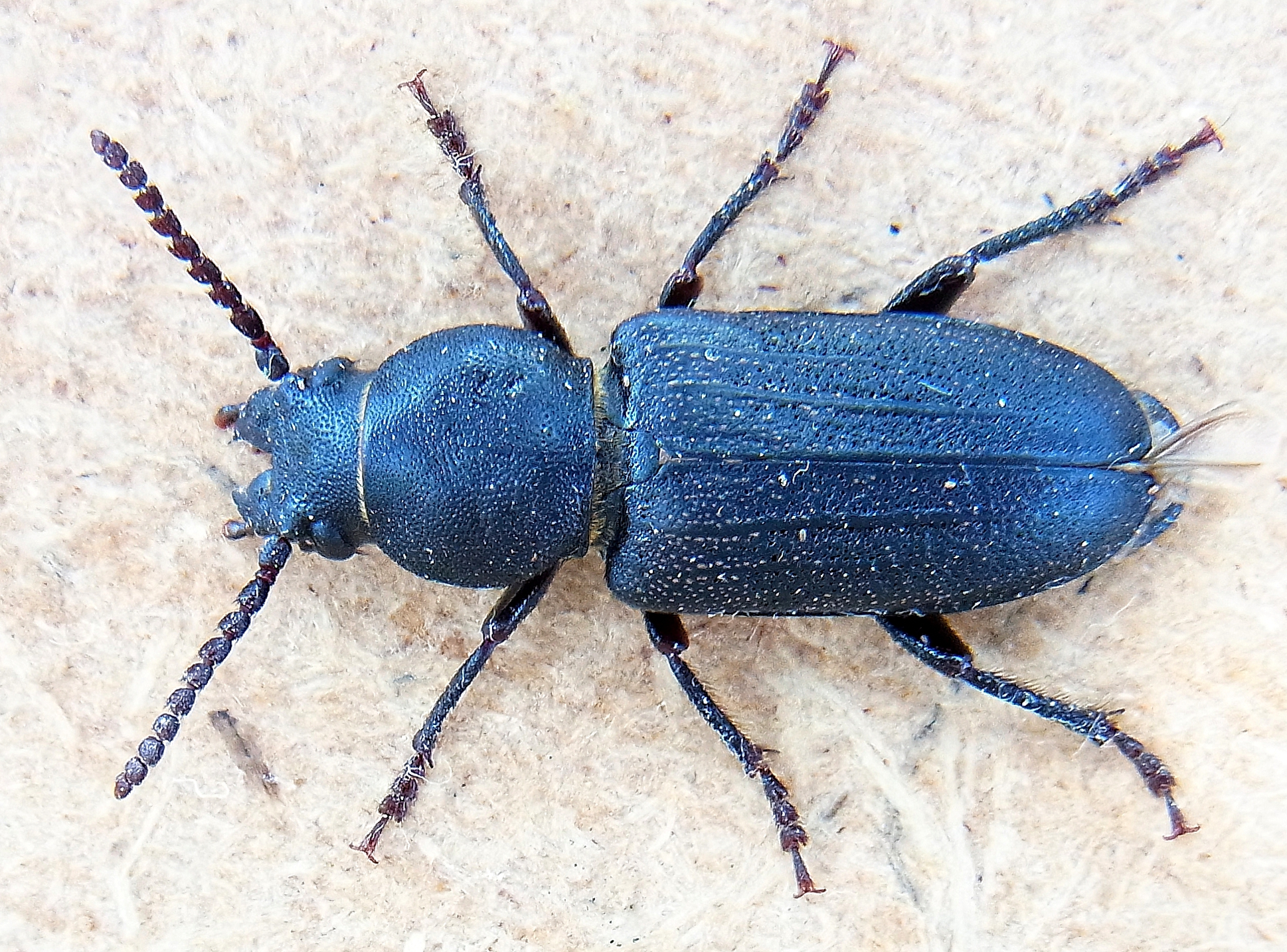
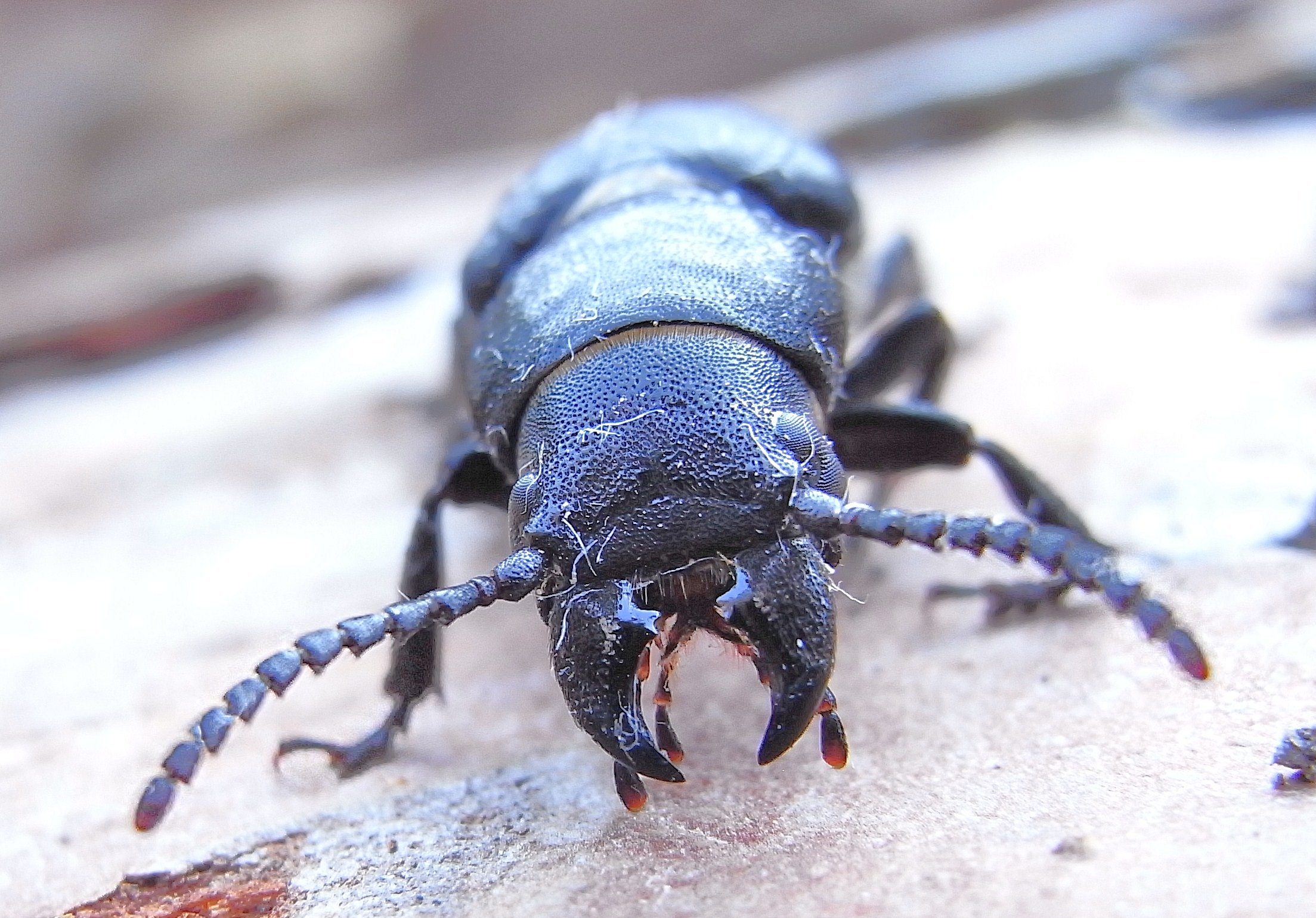
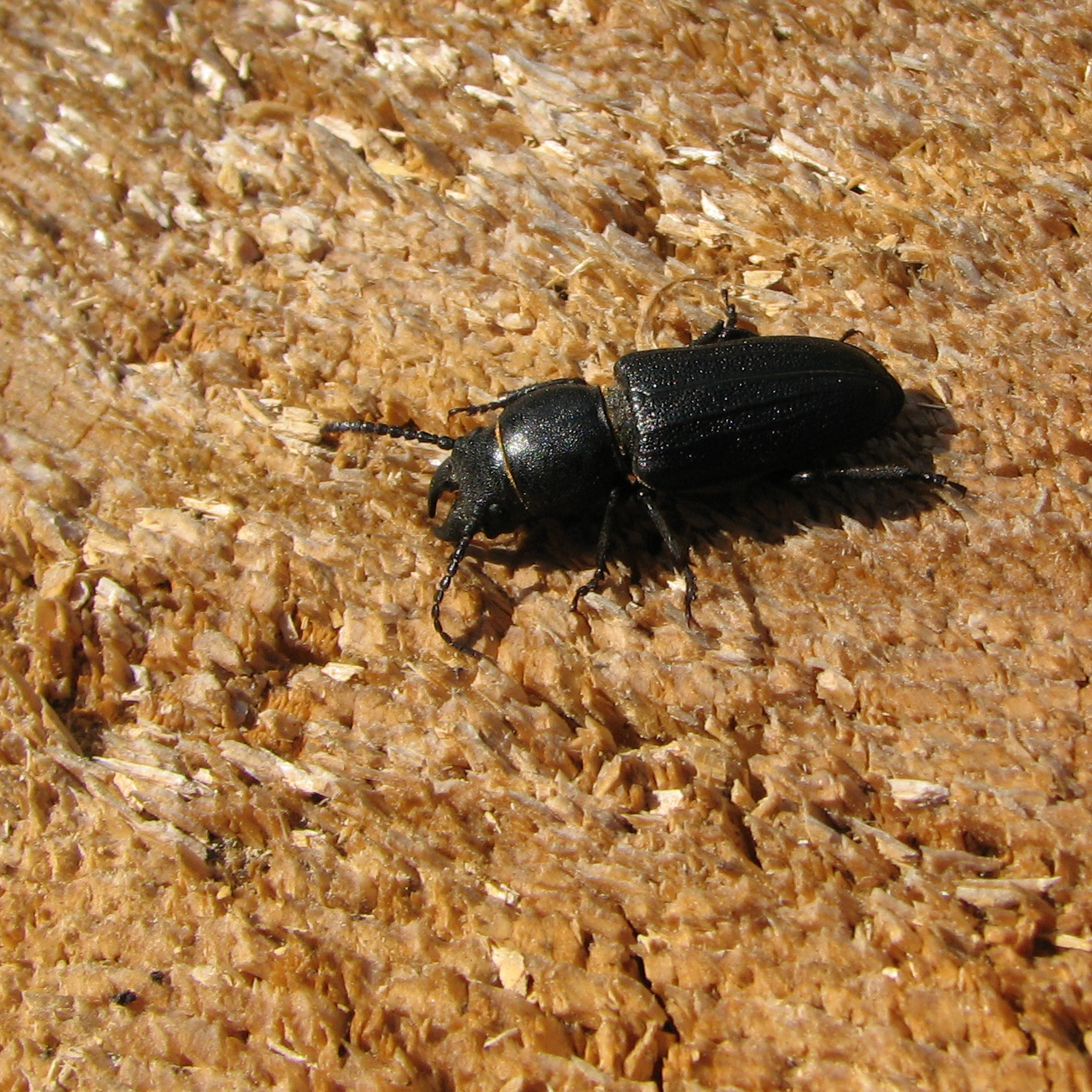